# سازمان وحدت آفریقا
سازمان وحدت آفریقا (به انگلیسی: Organization of African Unity) یا به اختصار OAU به هدف ارتقای صلح، اتحاد و همکاری بین کشورهای آفریقایی در تاریخ ۲۵ ماه مه ۱۹۶۳ میلادی در آدیس آبابا پایتخت اتیوپی بنیان نهاده شد. نام این سازمان از سال ۲۰۰۲ به بعد به اتحادیه آفریقا (AU) تغییر یافت.

## اعضا
امضاکنندگان طرح منشور وحدت آفریقا در ابتدا ۳۰ کشور بودند و در مراحل بعدی ۲۱ کشور دیگر به آن‌ها اضافه شد. نامیبیا در مارس ۱۹۹۰ پس از استقلال به سازمان ملحق شد و اریتره نیز در سال ۱۹۹۳ به عضویت سازمان درآمد. آفریقای جنوبی پس از انتخابات غیرنژادی در سال ۱۹۹۴ به سازمان پیوست. مراکش در سال ۱۹۸۵ در اعتراض به پذیرش جمهوری دموکراتیک عربی صحرا از عضویت سازمان انصراف داد.

## اهداف
سازمان وحدت آفریقا در ابتدای کار فعالیت‌های خود را بر اهداف سیاسی که در ماده دوم اساسنامه آن ترسیم شده بود، متمرکز کرد. در این چارچوب این سازمان نقش عمده‌ای در استعمارزدایی از قاره آفریقا، حل و فصل مسالمت‌آمیز منازعات مرزی کشورهای این قاره، دفاع از حاکمیت ملی و تمامیت ارضی اعضا و مبارزه با آپارتاید ایفا کرد.
سازمان وحدت آفریقا به موازات دستیابی به برخی اهداف سیاسی و نیز گسترش تعداد اعضا اهداف خود را به عرصه‌های اقتصادی و فرهنگی و علمی گسترش داد. همچنین در پرتو تحولات نظام بین‌الملل پس از جنگ سرد، کشورهای عضو سازمان وحدت آفریقا نیز برای آنکه بتوانند نقش و جایگاه این قاره در مناسبات نظام بین‌الملل در قرن بیست و یکم را گسترش دهند تلاش‌هایی برای تأسیس اتحادیه آفریقا از دهه ۱۹۹۰ آغاز کردند.

## تشکیل اتحادیه آفریقا
در ادامه این مسیر ابتدا نشست فوق‌العاده سران سازمان وحدت آفریقا در شهر سرت با انتشار بیانیه‌ای موسوم به «بیانیه سرت» تصمیم به تأسیس اتحادیه آفریقا گرفتند. سپس در نشست سال ۲۰۰۰ سران آفریقا در شهر لومه اساسنامه اتحادیه آفریقا تصویب شد.
در نشست سال ۲۰۰۱ سران آفریقا در لوزاکا طرح جدیدی برای اجرایی کردن اتحادیه آفریقا ارائه شد و در نهایت در نشست سال ۲۰۰۲ سران آفریقا در شهر دوربان آفریقای جنوبی، اتحادیه آفریقا آغاز به کار کرد.